# Liste der Bodendenkmäler in Ronsberg
Auf dieser Seite sind die Bodendenkmäler in dem schwäbischen Markt Ronsberg zusammengestellt. Diese Tabelle ist eine Teilliste der Liste der Bodendenkmäler in Bayern. Grundlage ist die Bayerische Denkmalliste, die auf Basis des Bayerischen Denkmalschutzgesetzes vom 1. Oktober 1973 erstmals erstellt wurde und seither durch das Bayerische Landesamt für Denkmalpflege geführt wird. Die folgenden Angaben ersetzen nicht die rechtsverbindliche Auskunft der Denkmalschutzbehörde.

## Bodendenkmäler in Ronsberg
| Lage                | Objekt | Akten-Nr.     | Bild |
| ------------------- | --- | ------------- | ---- |
| Ronsberg (Standort) | Mittelalterlicher Burgstall (Burg Ronsberg) sowie mittelalterliche und frühneuzeitliche Befunde im Bereich der ehemalige Burgkapelle mit neuzeitlichem Friedhof. | D-7-8128-0002 |      |
| Ronsberg (Standort) | Mittelalterliche und frühneuzeitliche Befunde im Bereich der ehemalige Burgkapelle in Ronsberg mit Vorgängerbauten.                                              | D-7-8128-0094 |      |